# رومن اولریش سکسل
 رومن اولریش سکسل (آلمانی: Roman Ulrich Sexl؛ زاده ۱۹ اکتبر ۱۹۳۹ درگذشته ۱۰ ژوئیهٔ ۱۹۸۶) یک دانشمند فیزیکدان اهل اتریش بود.